# Караишево (аэродром)
Аэродром Караишево — частный аэродром в Татарстане, предназначенный для обслуживания авиации общего назначения. Его собственником является ООО «Холдинг Капитал» (зарегистрировано в Казани), бенефициаром которого называют Константина Тимофеева — участника пилотажной группы «Русь», с 2023 года — заместителя генерального директора Объединённой авиастроительной корпорации (ОАК). В профессиональном сообществе аэродром Караишево считается одним из лучших частных аэродромов России.  

## Территориальное расположение
Аэродром Караишево находится в 33 км юго-восточнее Казани, на территории Нармонского сельского поселения Лаишевского района, на северной окраине села Караишево, от которого получил своё название. В 8 км к северу от аэродрома расположен Международный аэропорт Казань имени Габдуллы Тукая. 

## Инфраструктура
Аэродром Караишево имеет асфальтобетонную взлётно-посадочную полосу (ВПП) длиной 1300 м и шириной 30 м, снабжённую светосигнальным оборудованием и огнями визуальной индикации глиссады PAPI, обеспечивающими круглосуточный взлёт и посадку. 
Взлёт и посадка на аэродром Караишево производится под управлением диспетчера Международного аэропорта Казань имени Габдуллы Тукая. 
Асфальтированный перрон размером 110 м × 70 м предназначен для стоянки воздушных судов малой авиации, также имеется вертолётная площадка. 
Аэродром имеет четыре ангара, в том числе два утеплённых для хранения авиационной техники, вспомогательное оборудование для её обслуживания, пожарный пруд. 
Также на территории аэродрома расположены гостиница (гостевой дом) на три номера (два номера бизнес-класса и один номер эконом-класса) и Авиационный учебный центр «Академия 033». 
На прилегающей к аэродрому Караишево территории находятся авиационный музей под открытым небом и церковь Илии Пророка (в постсоветской России Илия Пророк считается покровителем Воздушно-десантных войск и Воздушно-космических сил РФ). 

## История
Согласно данным Приволжского межрегионального территориального управления Росавиации, уведомление о начале деятельности посадочной полосы «Караишево» датируется 6 марта 2009 года. Полноценное функционирование аэродрома началось в 2013 году (этим годом датируется получение Аэронавигационного паспорта посадочной площадки «Караишево»).  
До 2018 года о существовании этого аэродрома широкой публике не было известно, пока его не обнаружила Счётная палата Республики Татарстан, проводившая аудит использования земельных ресурсов с помощью беспилотника. Тогда же выяснилось, что занимаемая аэродромом территория общей площадью 85 га относится к землям сельхозназначения и на ней не могут существовать асфальтобетонная ВПП и капитальные строения (позже территория аэродрома была переведена в категорию земель промышленности и иного спец. назначения).  
В последующие годы аэродром Караишево продолжал развиваться: совершенствовалась его инфраструктура — ВПП удлинилась до 1300 метров, расширилась площадь перрона, количество ангаров возросло до четырёх. Аэродром получил известность среди авиаторов-любителей как удобный аэродром подскока. В июне 2019 года здесь совершили промежуточную посадку участники авиаралли «Rallye Aero France» в составе 18 самолётов малой авиации под управлением пилотов из Франции и Люксембурга.
В декабре 2017 года и ноябре 2018 года на территории аэродрома Караишево проводились испытания на тот момент самого большого и самого грузоподъёмного дрона в мире — SKYF, разработанного казанской компанией «ARDN Technology» (ООО ОКБ «Авиарешения»).

## Авиационный учебный центр «Академия 033»
Создан в апреле 2023 года с целью подготовки авиационных специалистов для коммерческой, деловой и частной авиации. Основное направление деятельности — дополнительное профессиональное образование (повышение квалификации). Имеет четырёх учредителей из числа физических лиц, среди которых председатель совета директоров Группы компаний «Тулпар» Азат Хаким. 
«Академия 033» функционирует как учебный центр по подготовке специалистов по техническому обслуживанию воздушных судов. В июне 2025 года также был получен сертификат на выполнение авиационных работ с использованием беспилотных летательных аппаратов. При этом изначально заявлялось о планах начать подготовку пилотов-любителей. 
С 2023 года Авиационный учебный центр «Академия 033» ведёт подготовку специалистов на учебной базе Лаишевского технико-экономического техникума. В том же году на аэродроме Караишево был построен собственный учебный комплекс с ангаром для размещения авиатренажёров и гостиницей на 10 номеров; общая площадь здания составляет более 1500 кв. м.   

## Авиационный музей на аэродроме Караишево
Авиационный музей под открытым небом на аэродроме Караишево является частной коллекцией, принадлежащей собственнику аэродрома — ООО «Холдинг Капитал». Открыт для свободного доступа. 
Первые экспонаты появились в 2018 году — советский многоцелевой истребитель четвёртого поколения МиГ-29 (окрашен в цвета пилотажной группы «Стрижи»), чехословацкий учебно-боевой самолёт Aero L-39 Albatros и вертолёт Ми-8.
По состоянию на 2025 год в составе экспозиции находилось 10 летательных аппаратов: два вертолёта — Ми-8 и Ми-24; пять самолётов — Aero L-39 Albatros, МиГ-29, МиГ-31, Су-24, Су-27; три реактивных беспилотных летальных аппаратов, в том числе Ту-143 «Рейс» и Ту-300. 
Ещё один самолёт Aero L-39 Albatros в октябре 2021 года установлен при въезде на аэродром Караишево как памятник. Он размещён на изогнутой металлической конструкции, символизирующей инверсионный след самолёта. 

## Церковь Илии Пророка в селе Караишево
Находится на северной окраине села, на территории, прилегающей к аэродрому Караишево. Представляет собой небольшой однопрестольный храм, увенчанный куполом с крестом, стоящим на барабане. Небольшой иконостас, а также другие церковные иконы, расписаны мастерами Иконописной мастерской во имя святого преподобного Алипия Печерского (г. Москва). 
Здание церкви Илии Пророка в селе Караишево построено в 2019—2020 годах. Церковь освящена 2 августа 2024 года, в праздник пророка Илии, митрополитом Казанским и Татарстанским Кириллом. Храм, являющийся приходским для жителей села Караишево, находится в административном подчинении Лаишевского благочиния Казанской епархии Татарстанской митрополии Русской православной церкви.     
Рядом с церковью находится звонница, построенная в 2021 году. Её 11 колоколов, отлитые на колокололитейном заводе «ЛИТЭКС» (г. Жуковский), освящены в октябре 2021 года.
Также в границах церковной ограды находится дом притча. 

## Фотогалерея

### Аэродром и его инфраструктура

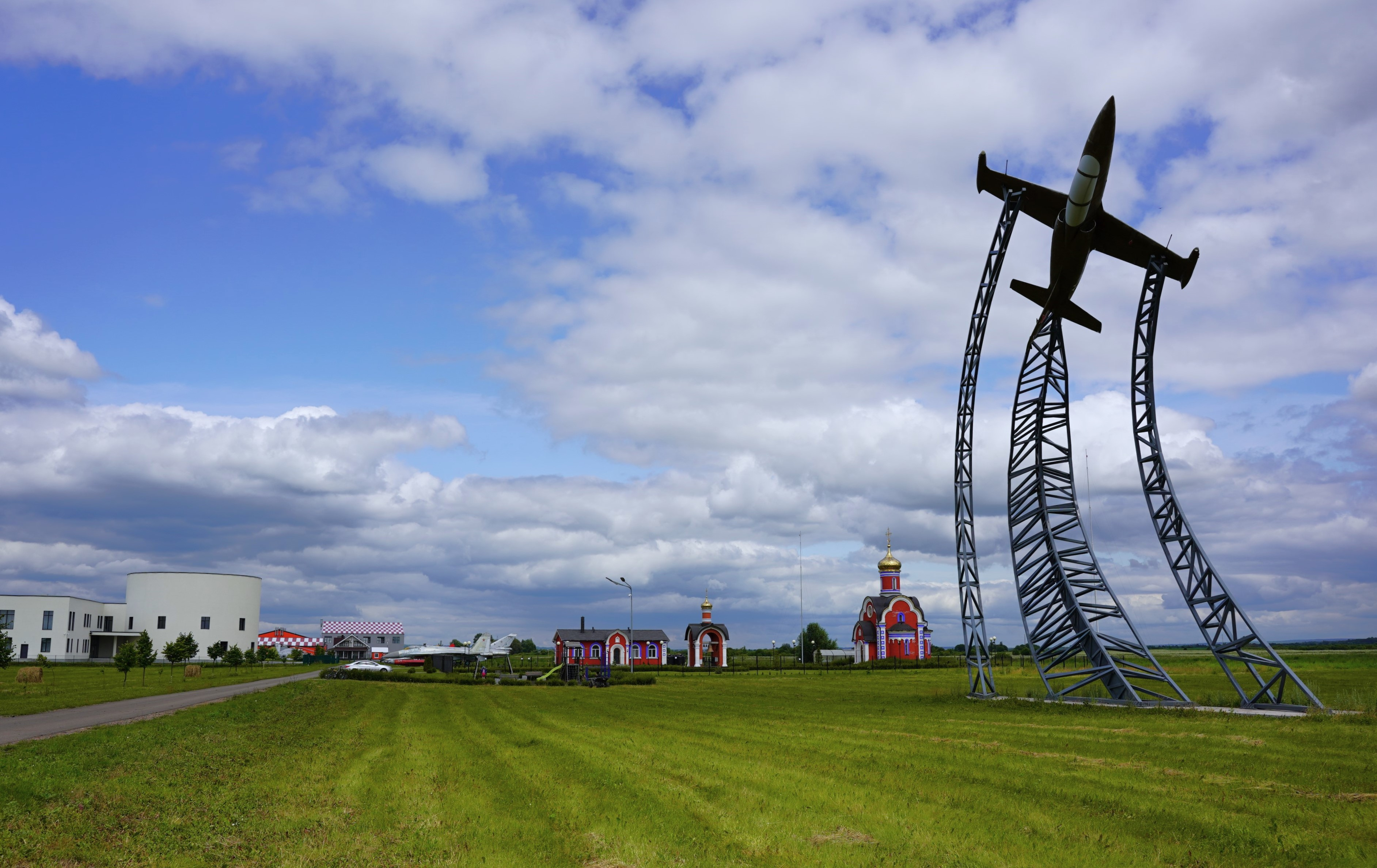
Подъезд к аэродрому со стороны села Караишево
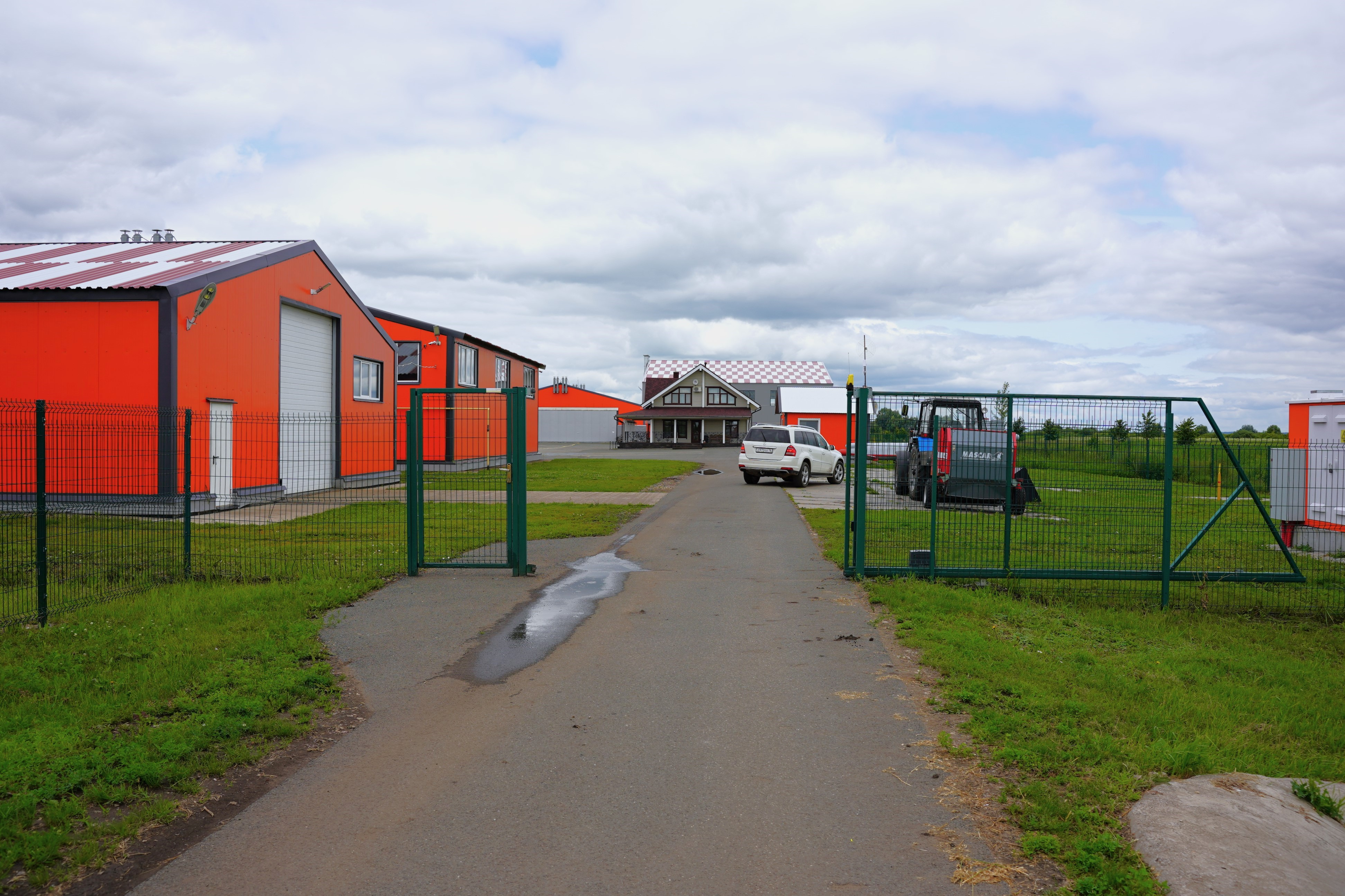
Въездные ворота аэродрома Караишево
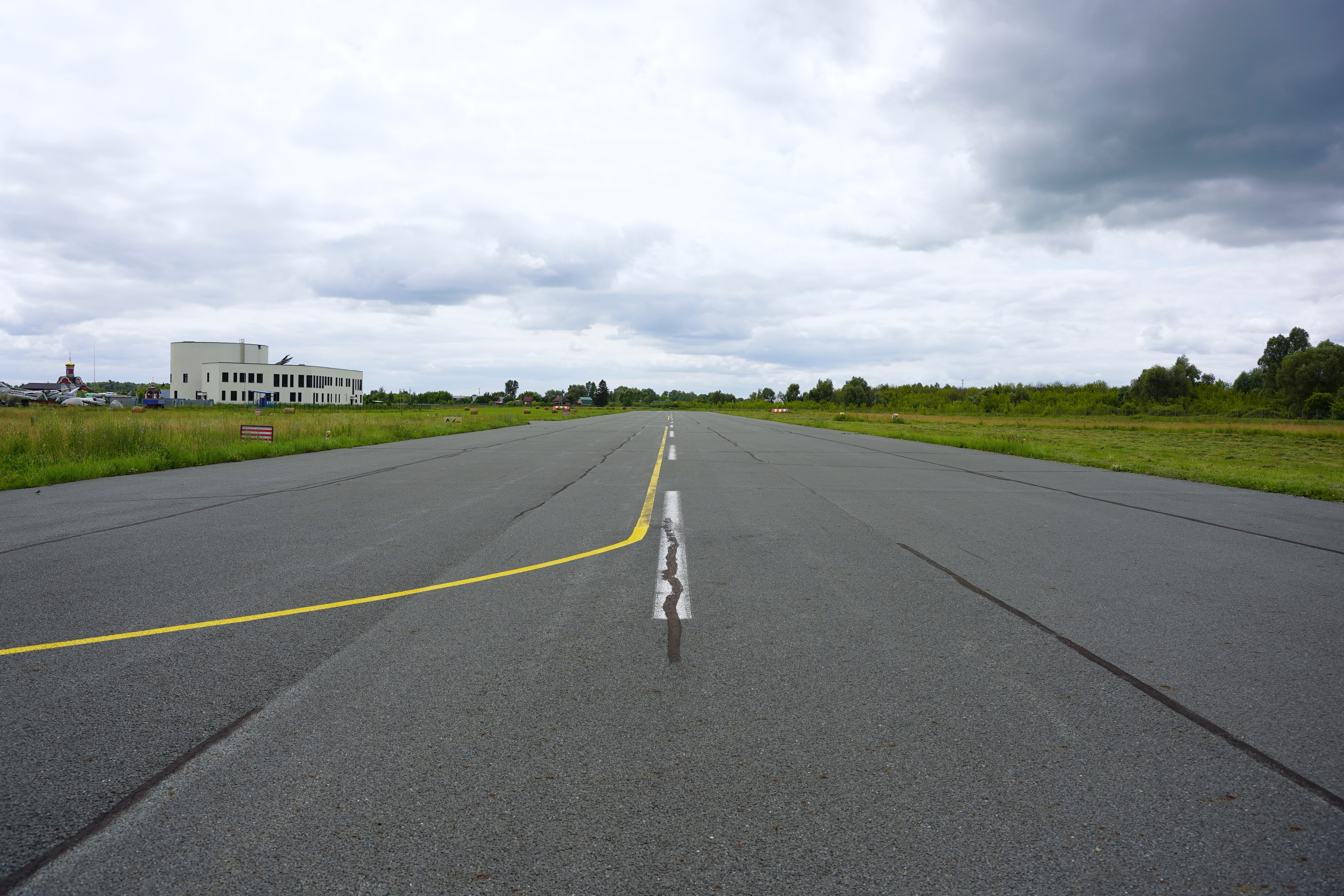
Взлётно-посадочная полоса
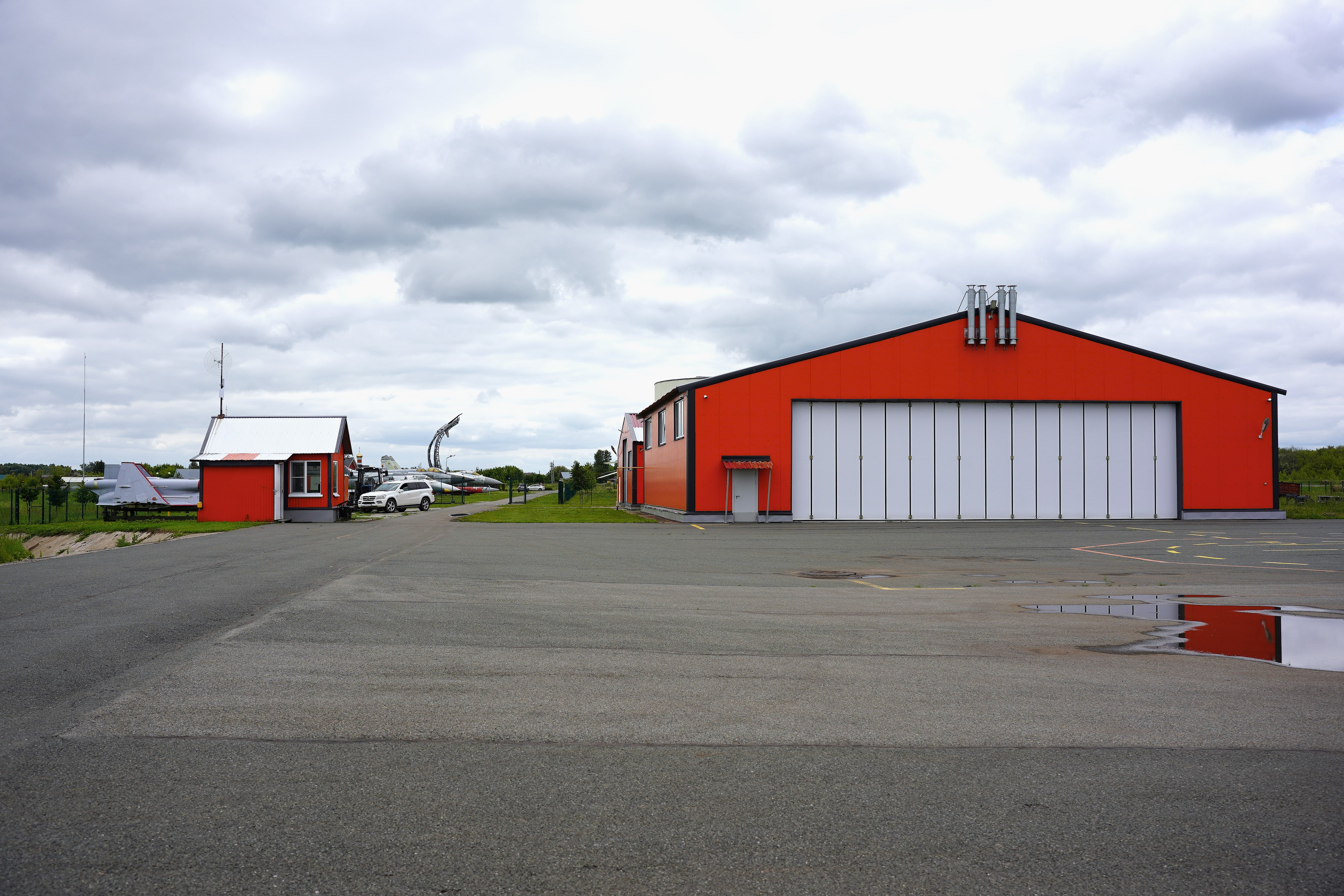
Контрольно-пропускной пункт (слева) и один из аэродромных ангаров: вид со стороны перрона
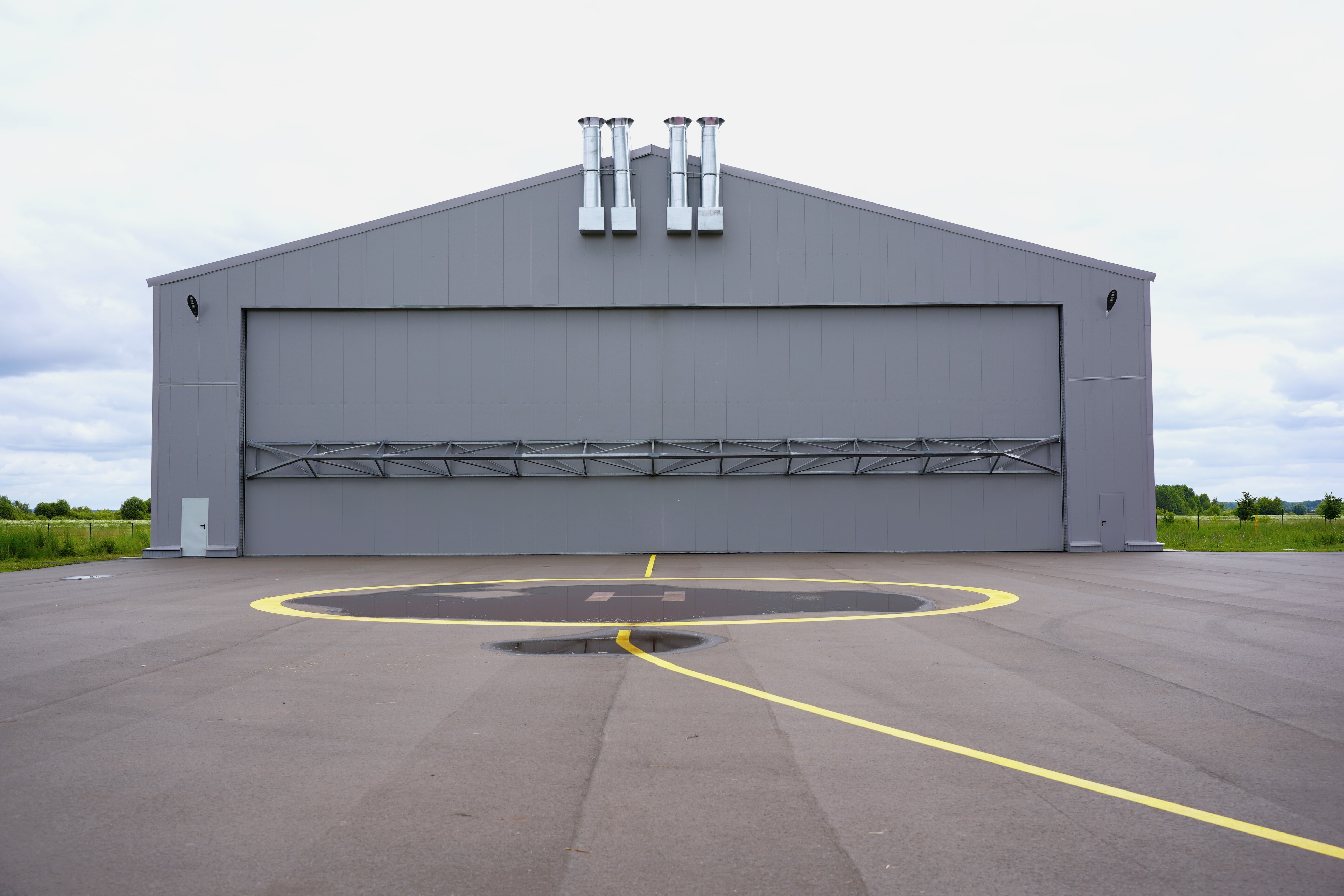
Самый большой аэродромный ангар
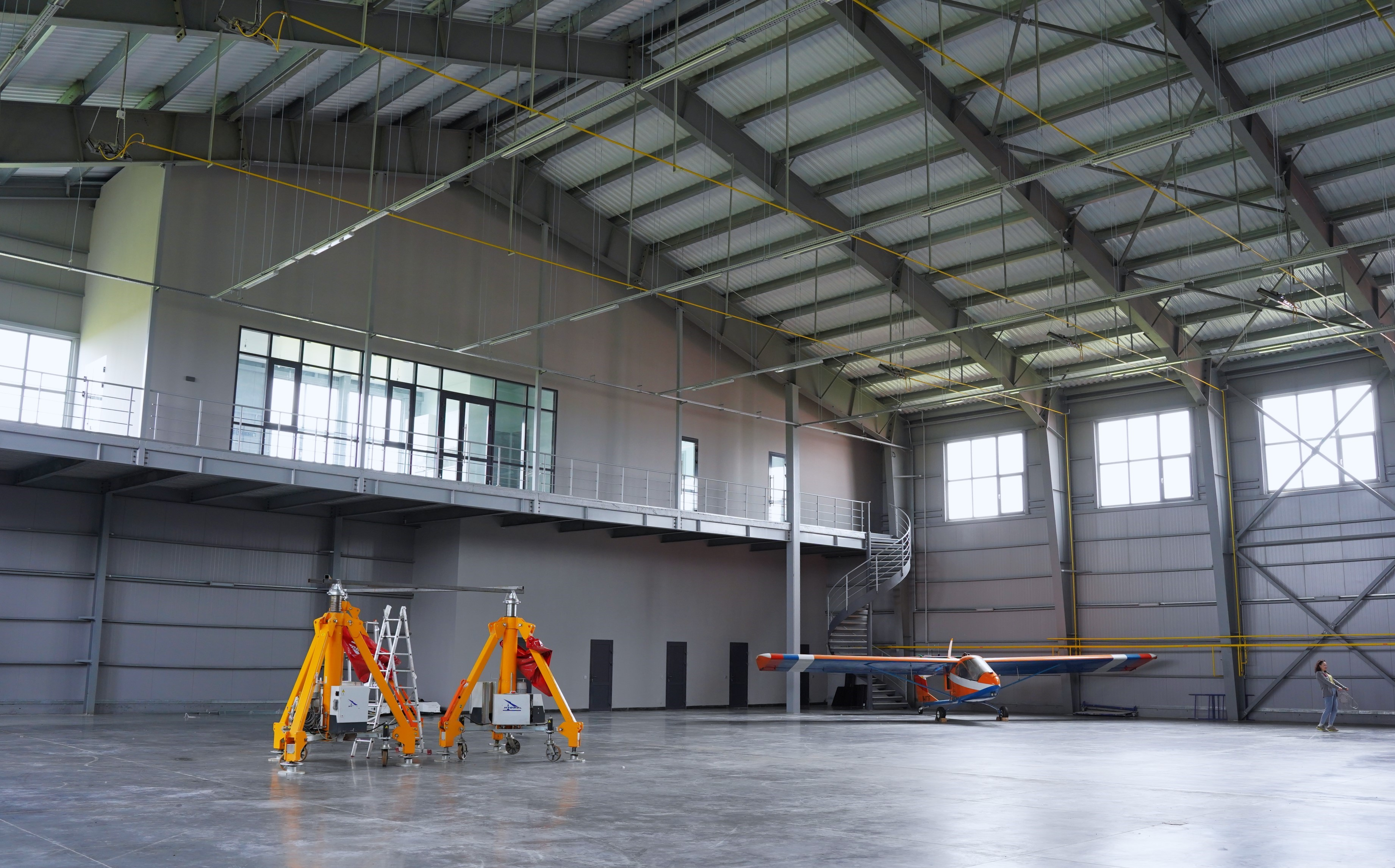
Интерьер самого большого ангара
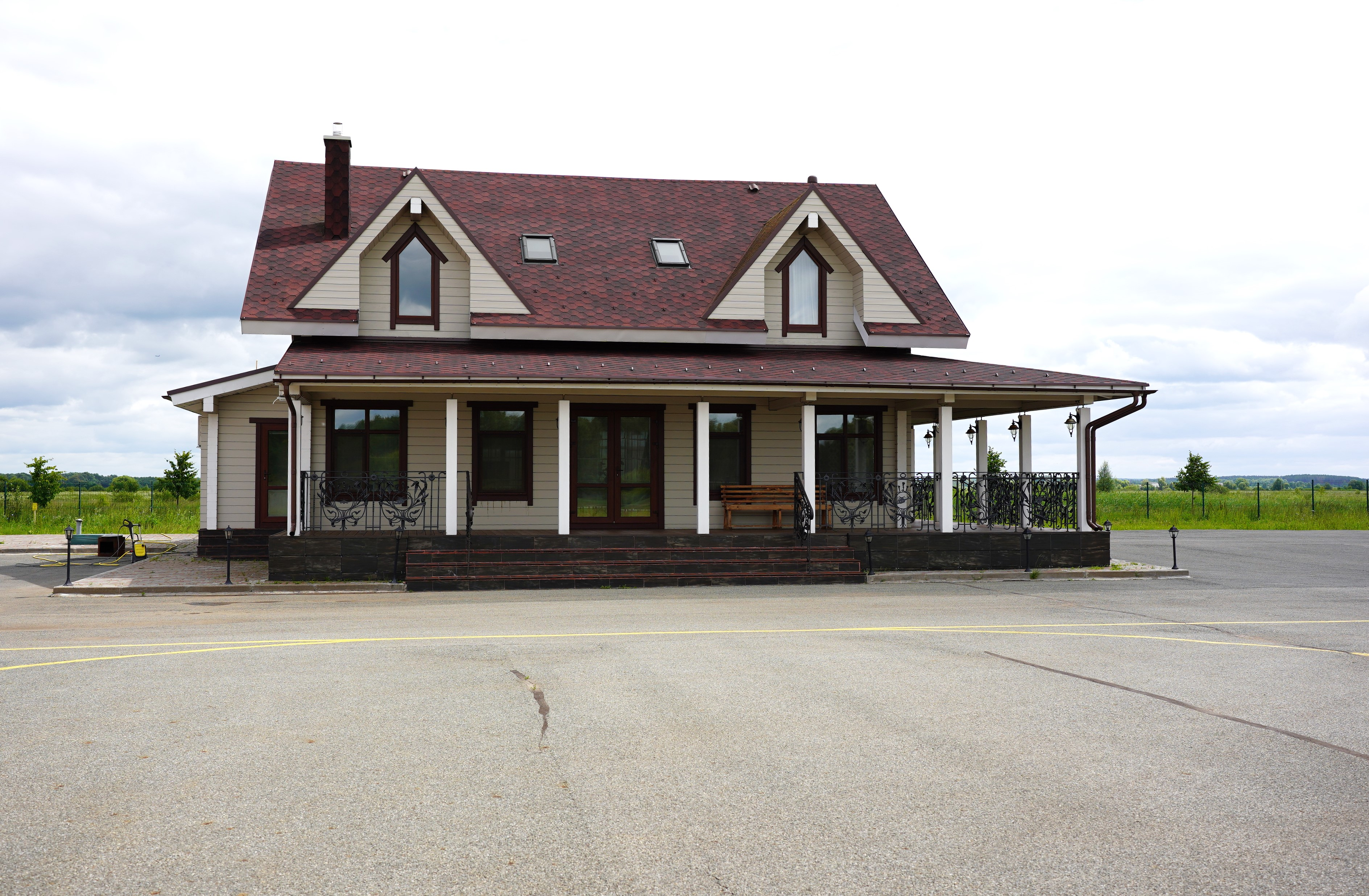
Гостевой дом у перрона аэродрома

### Авиационный учебный центр «Академия 033»

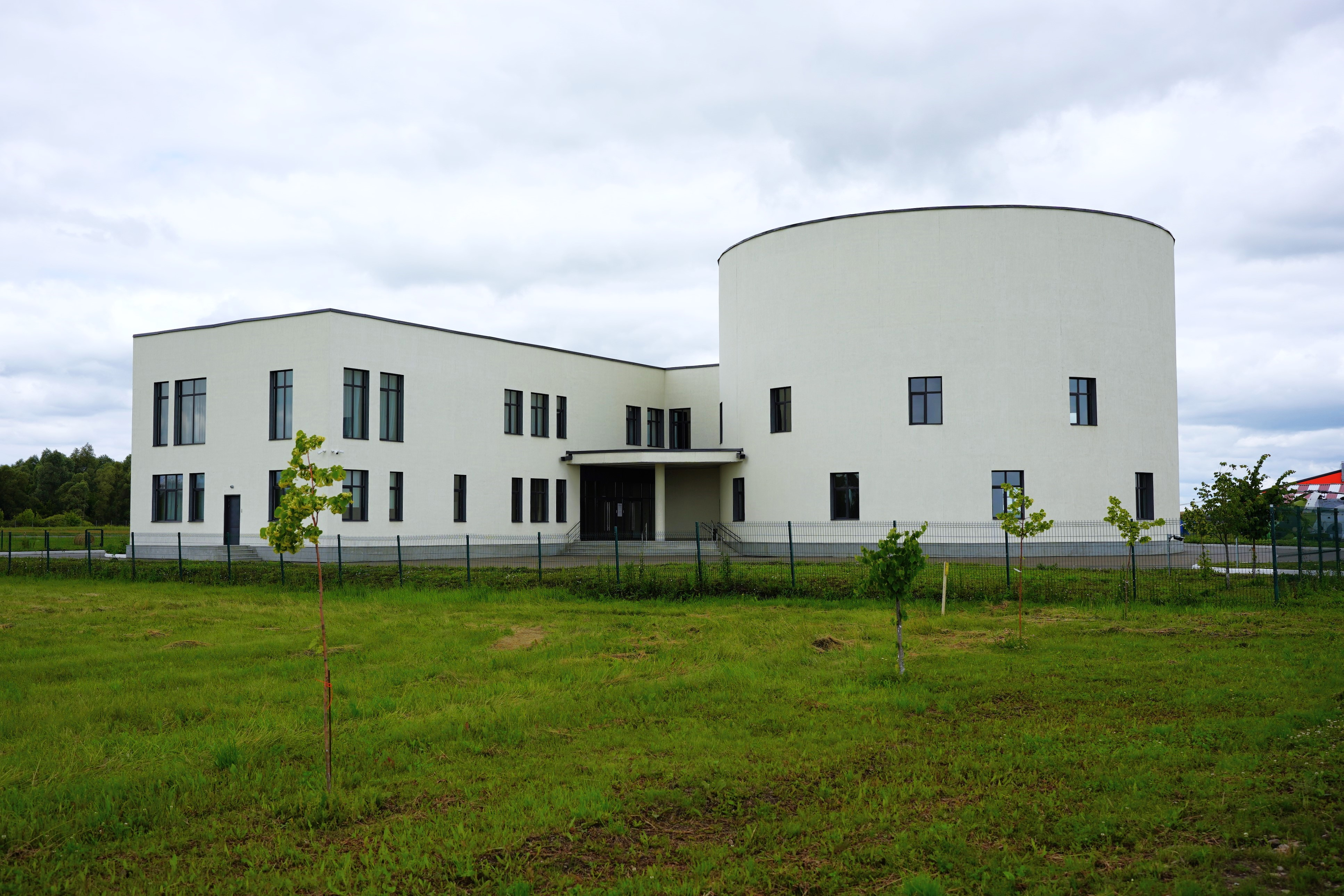
Здание Авиационного учебного центра «Академия 033»
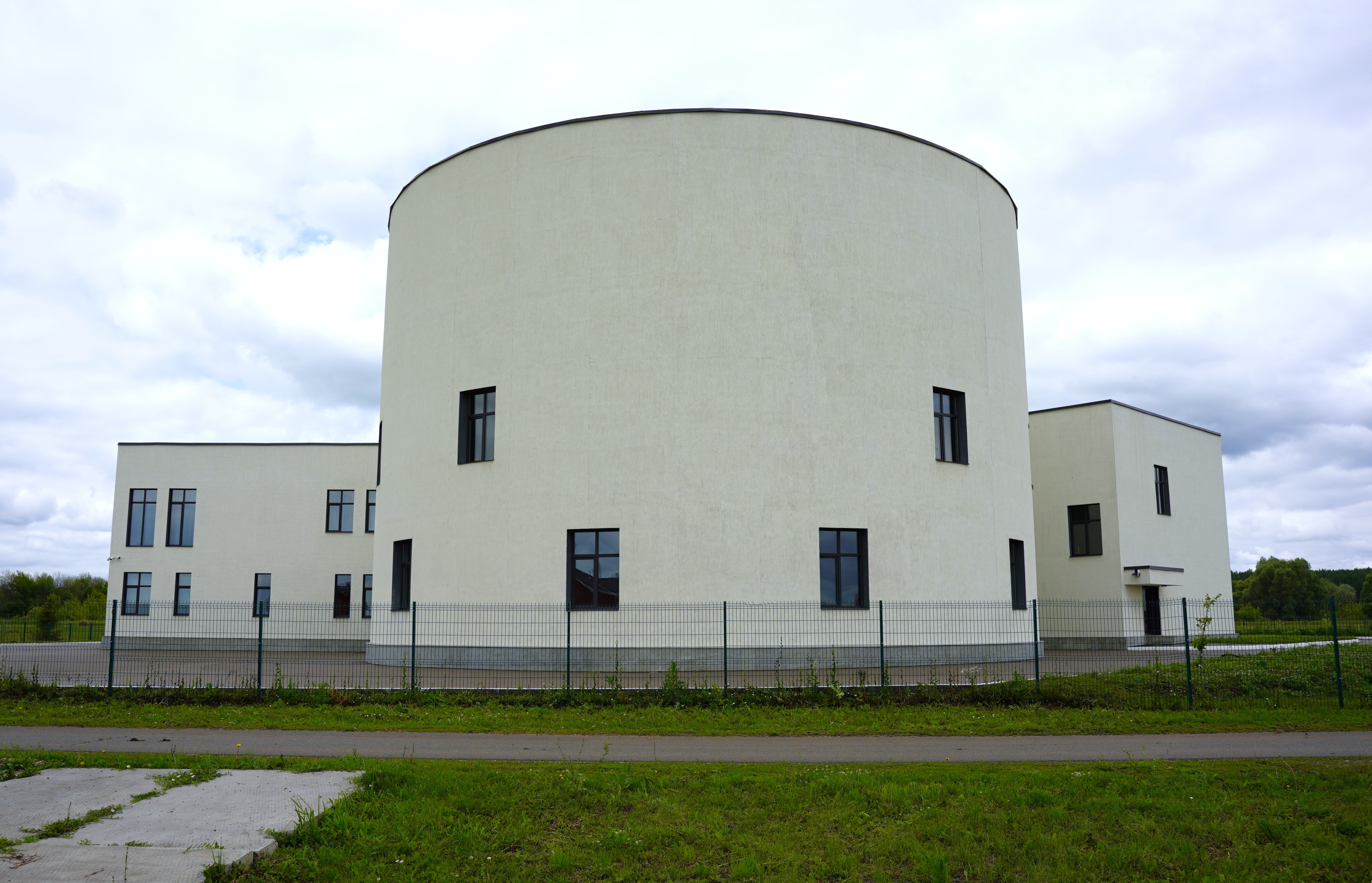
Вид на здание учебного центра со стороны авиамузея
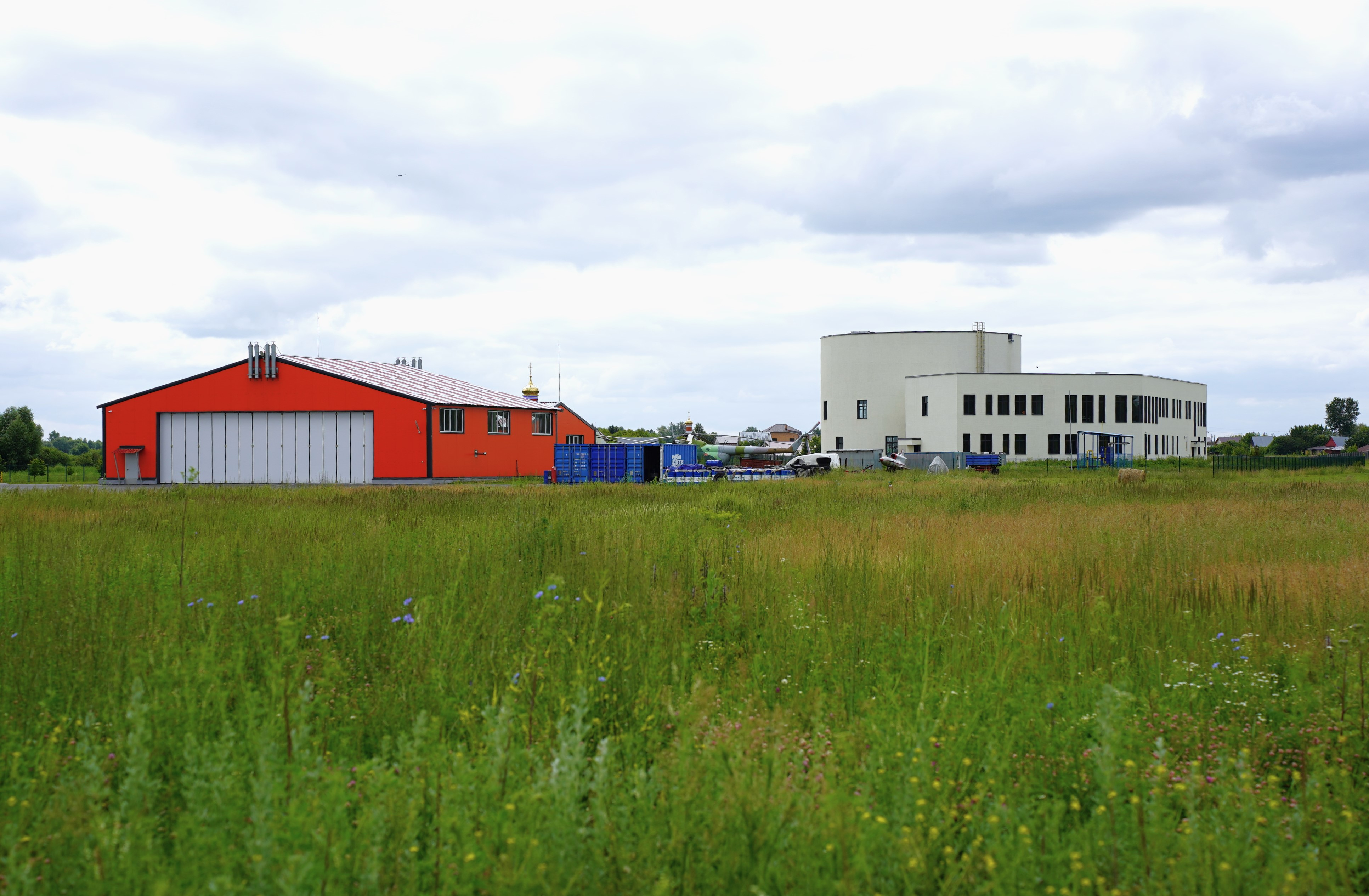
Вид на здание учебного центра со стороны ВПП
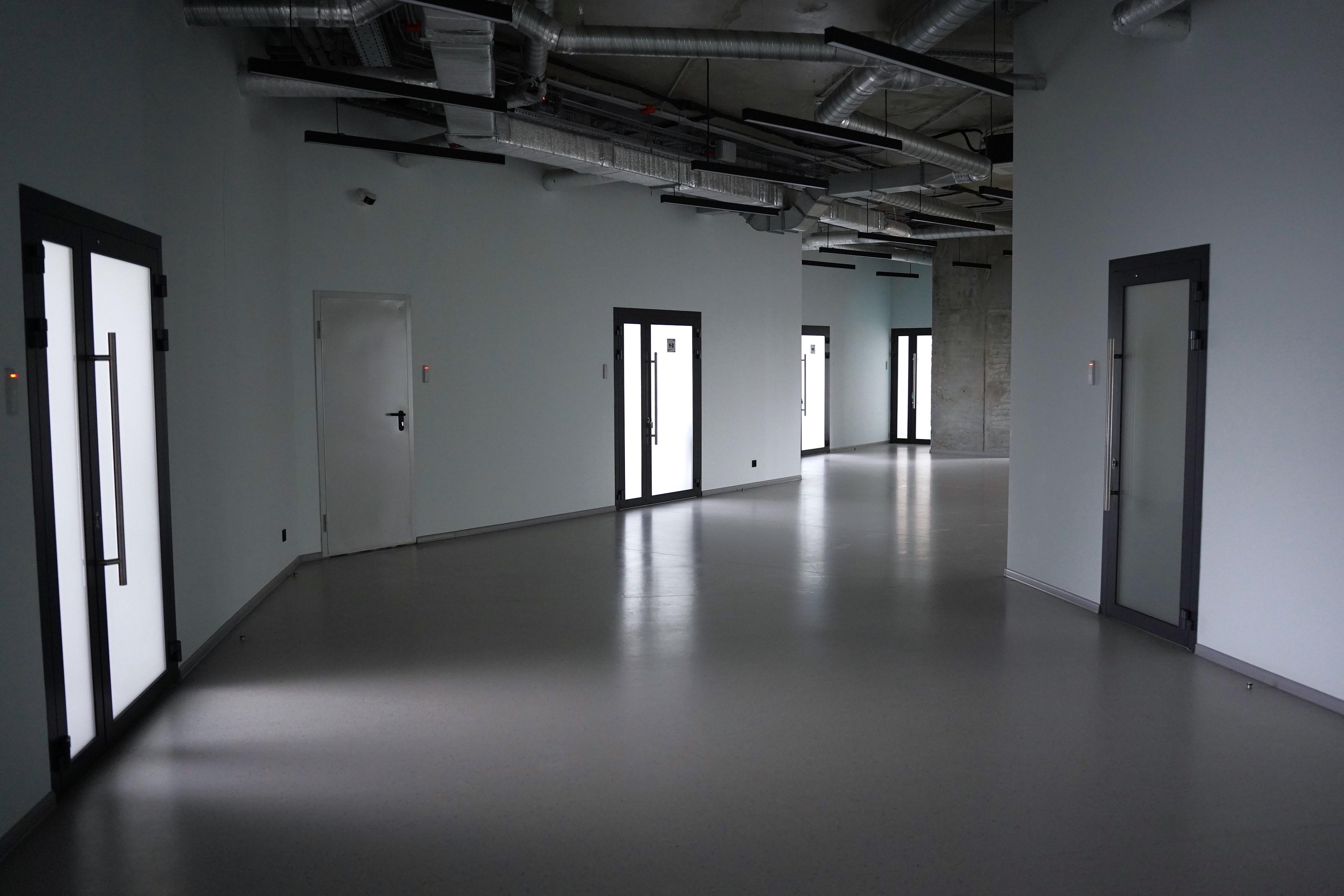
Интерьер 1-го этажа
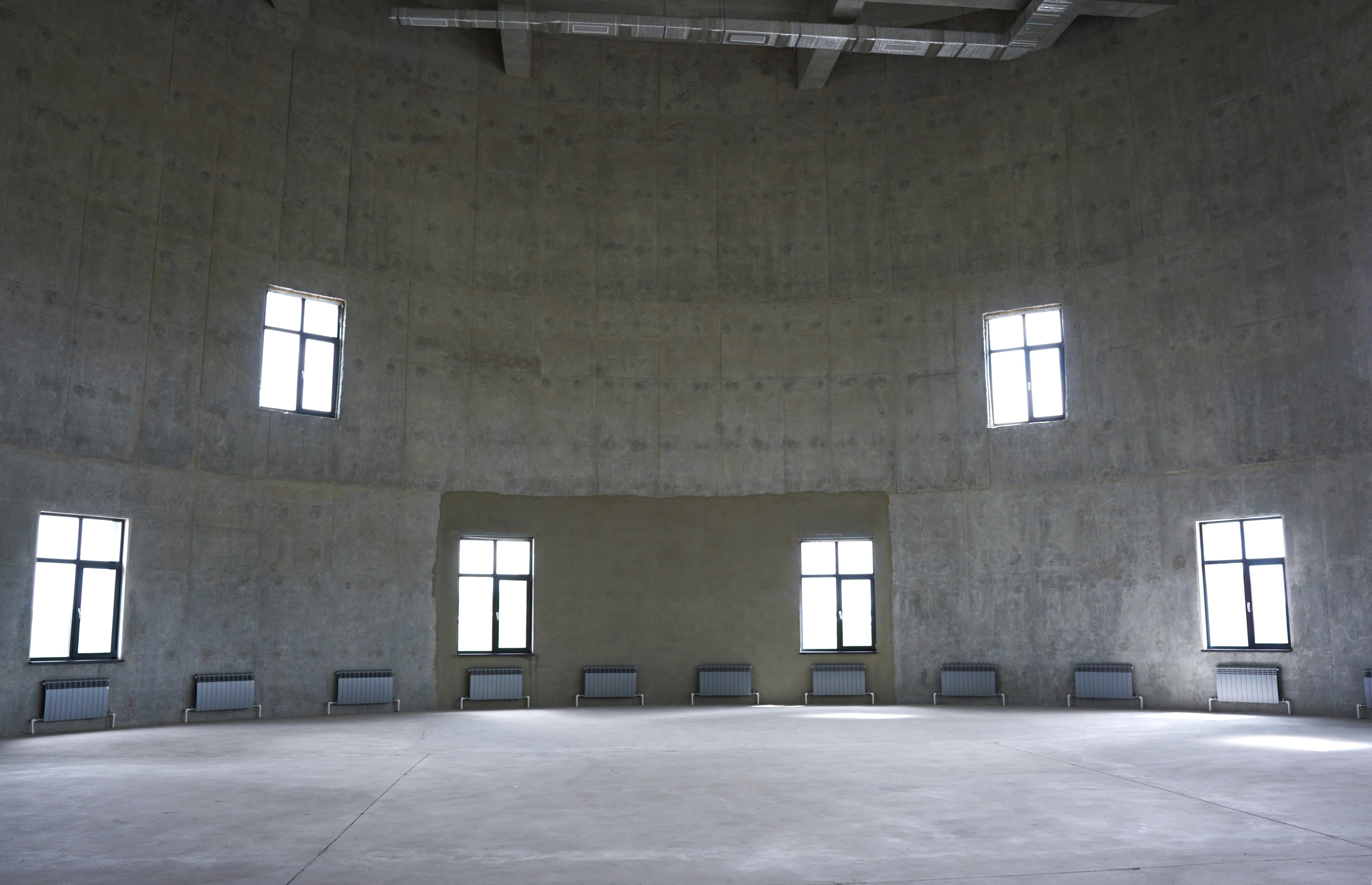
Помещение для авиационных тренажёров
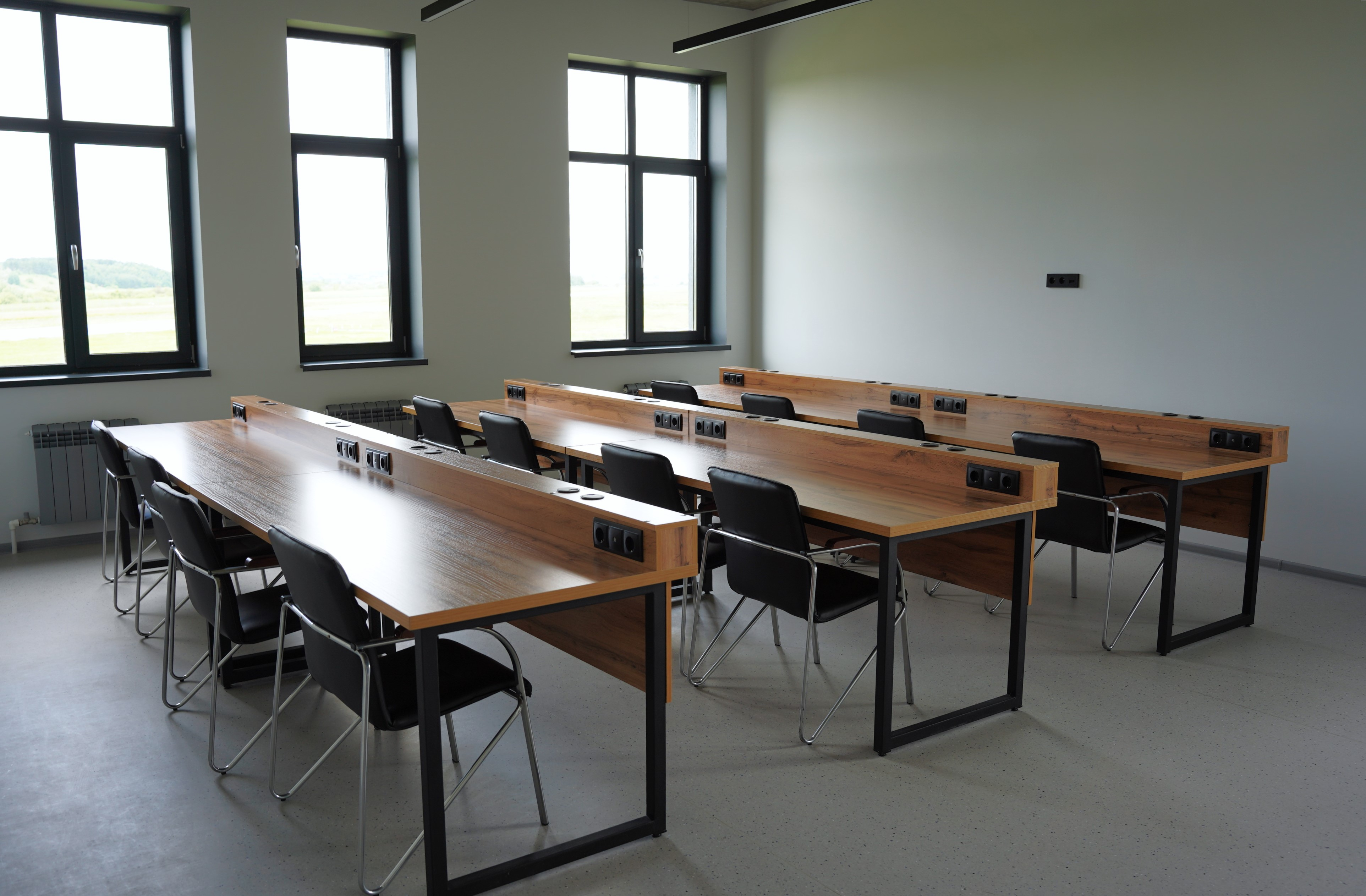
Одна из учебных аудиторий
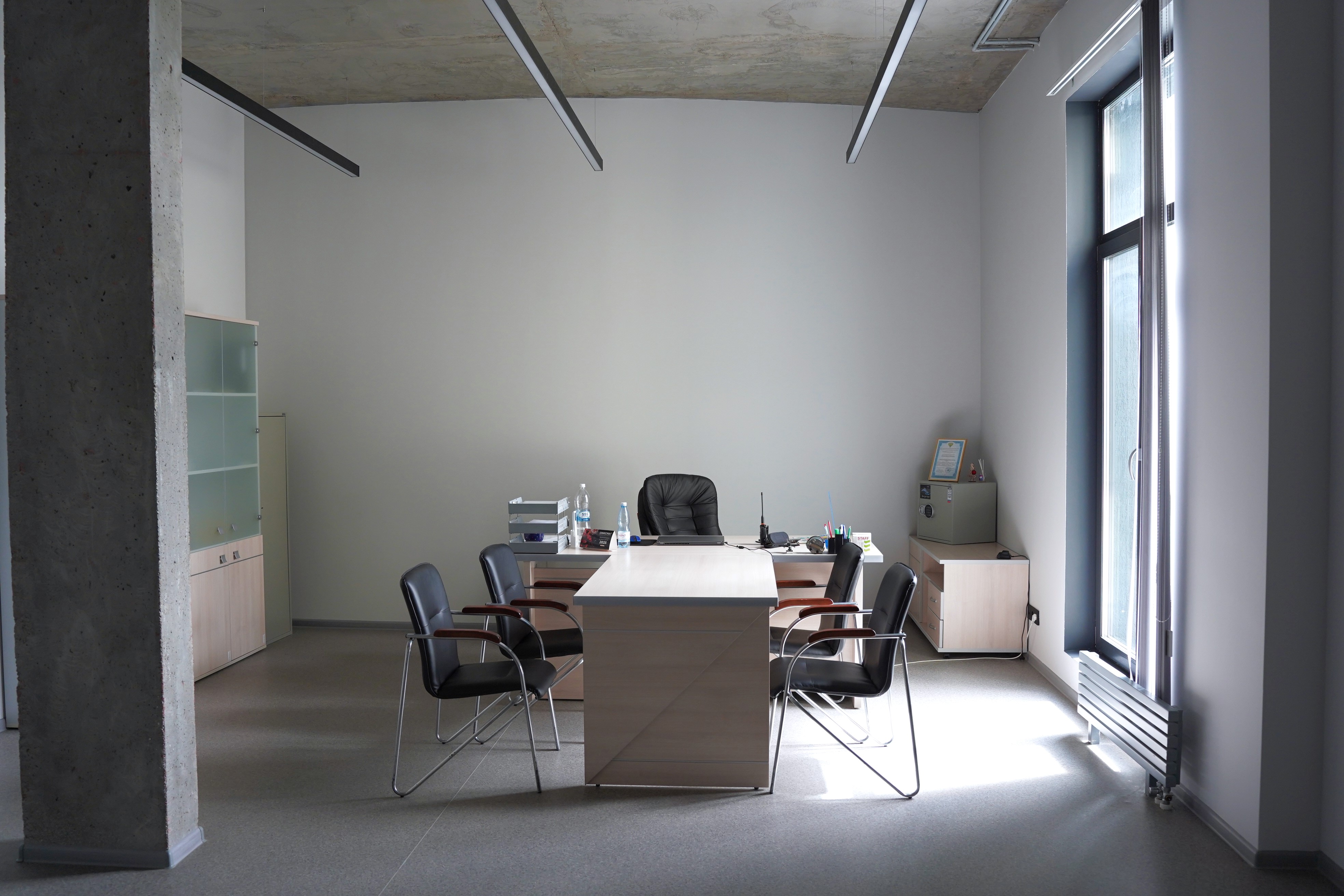
Кабинет начальника учебного центра

### Авиационный музей и церковь Илии Пророка

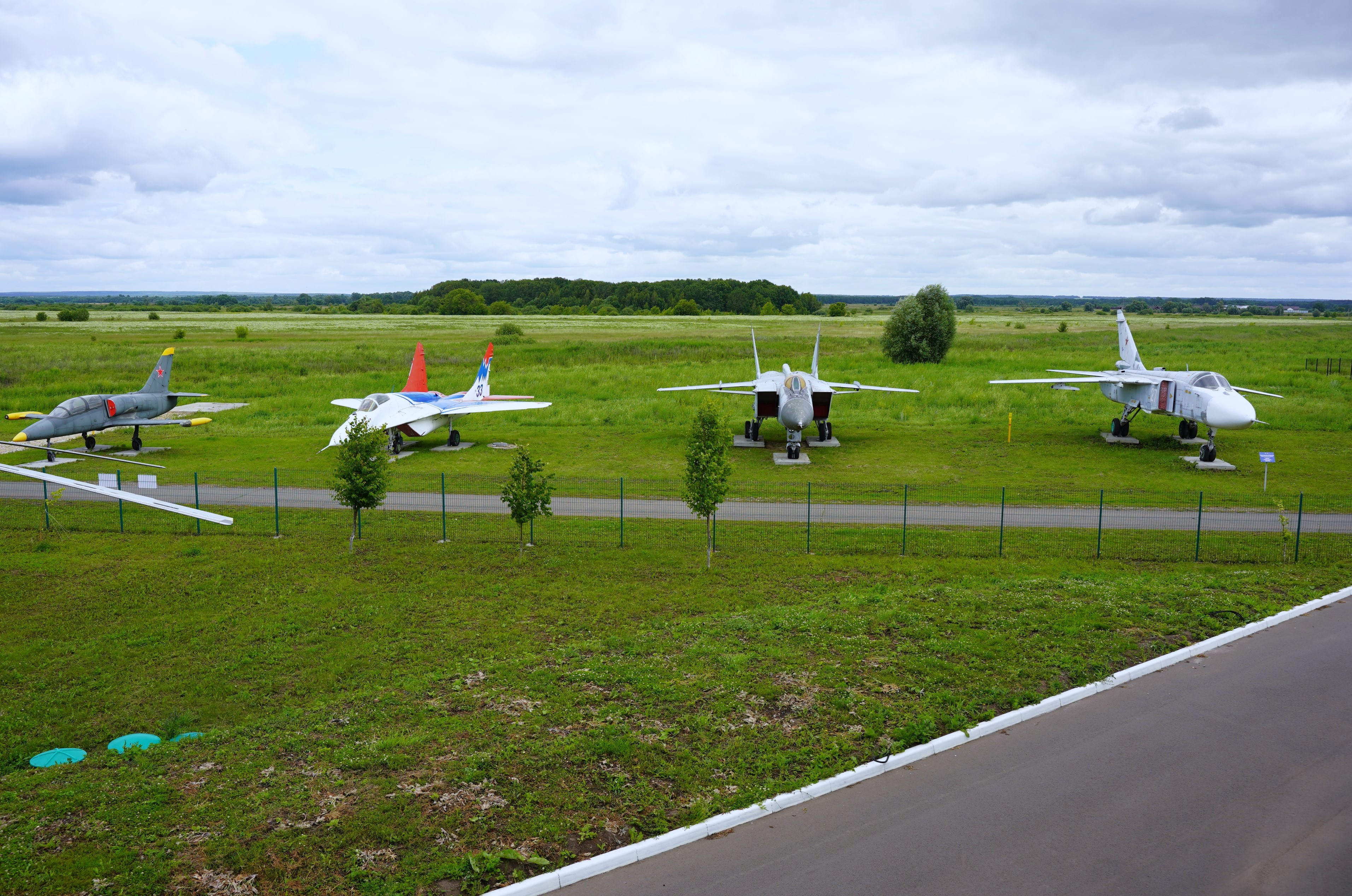
Вид на авиамузей со стороны Авиационного учебного центра «Академия 033»
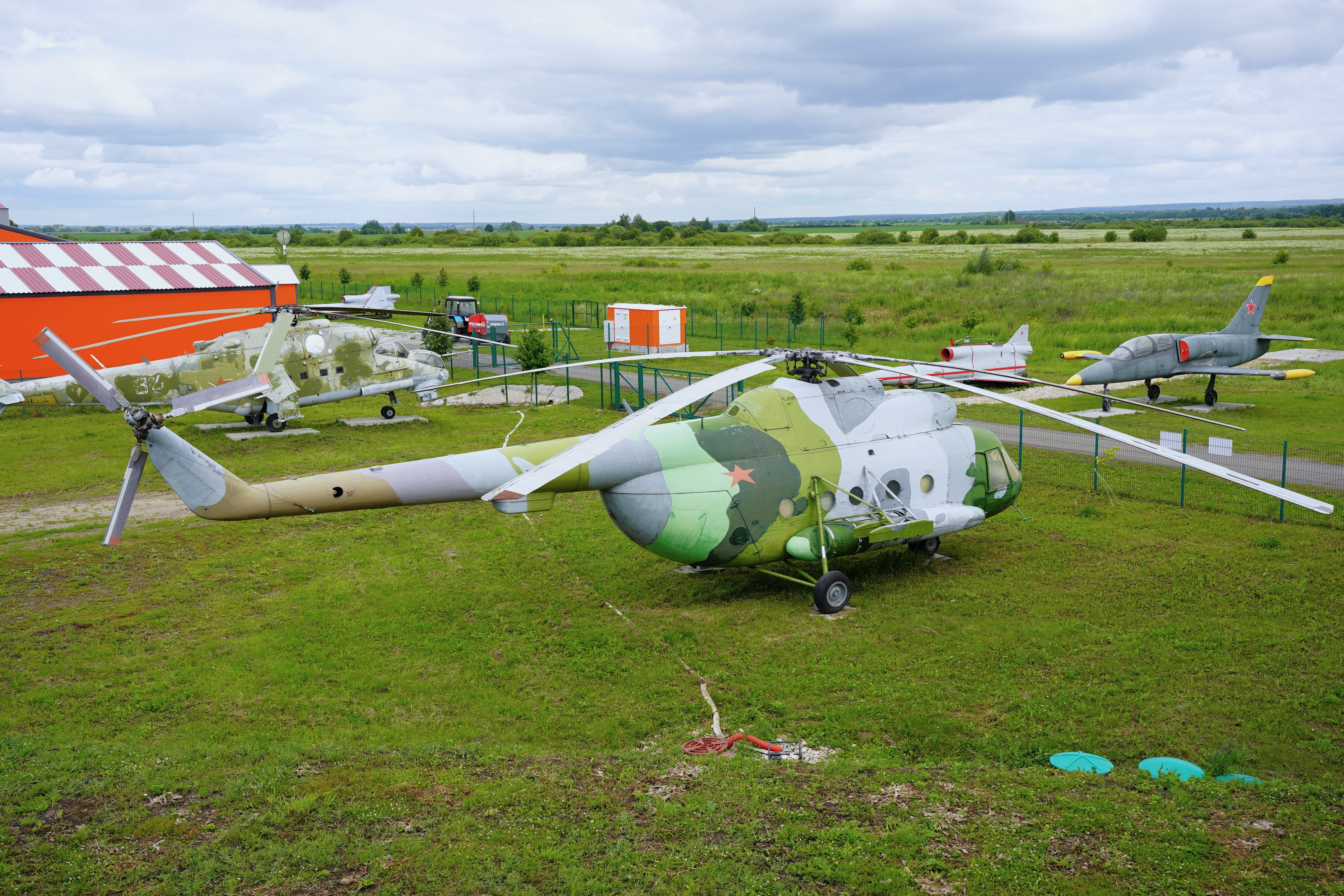
Вертолёты Ми-8 и Ми-24 (слева на заднем плане)
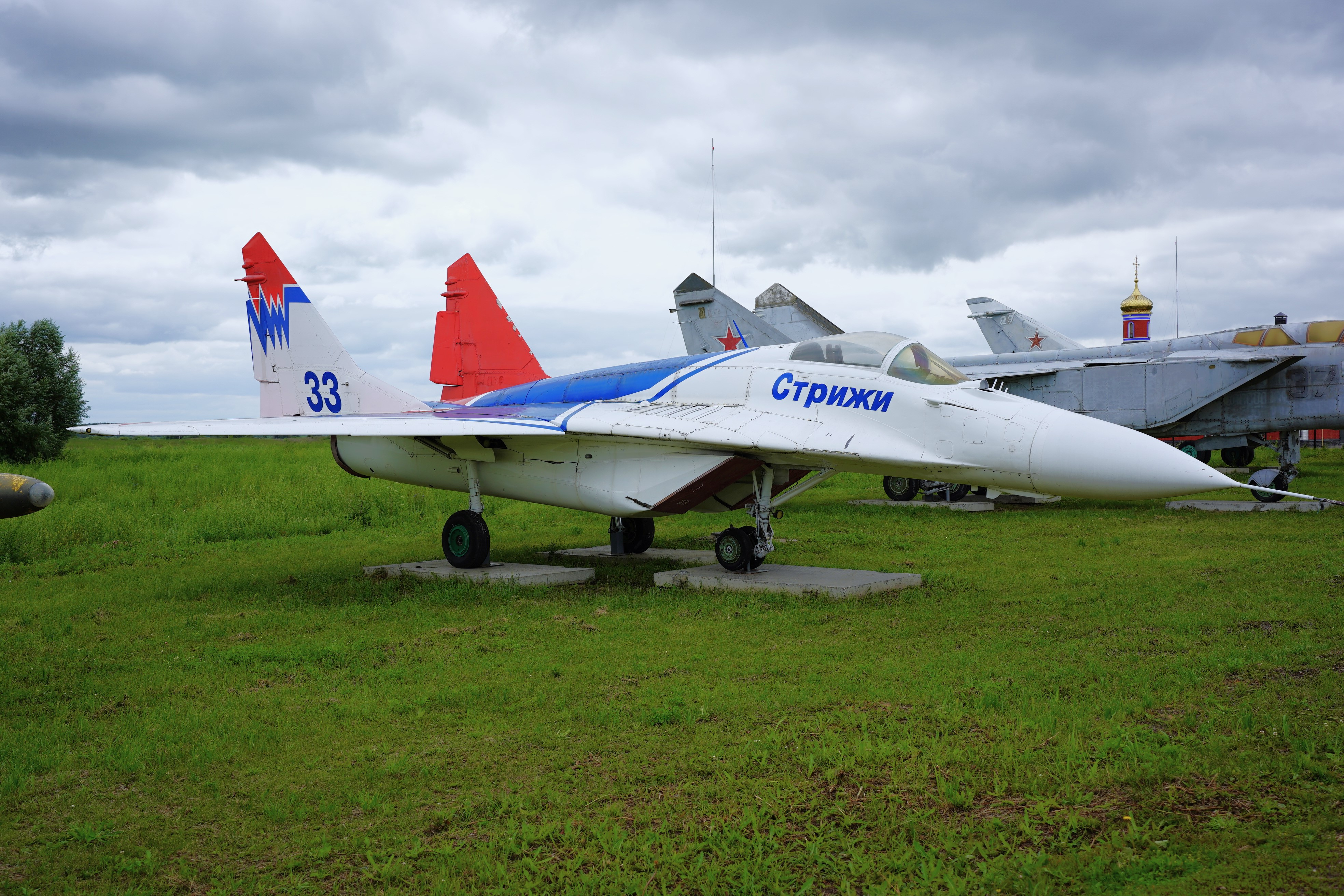
Истребитель МиГ-29
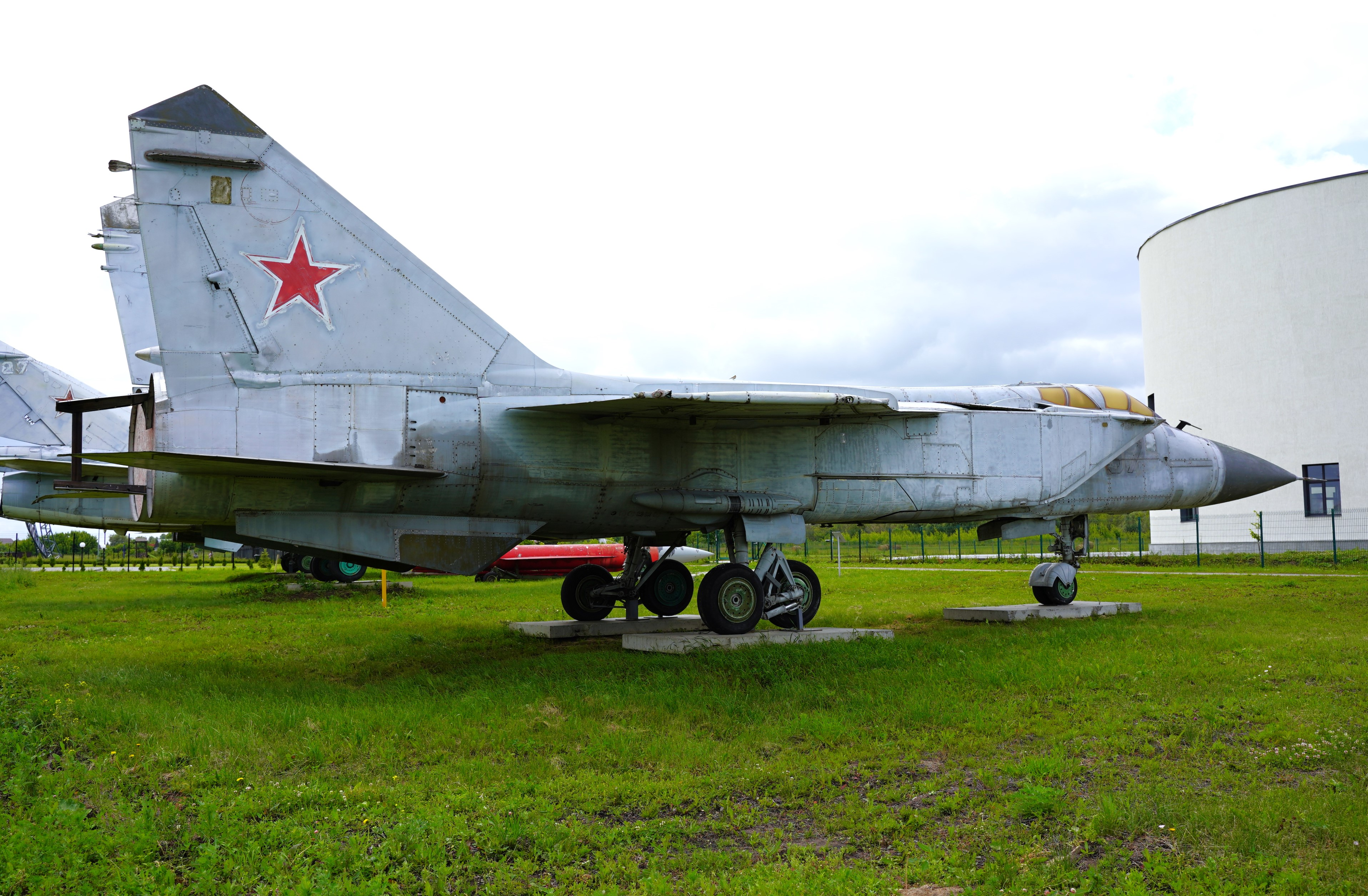
Сверхзвуковой истребитель-перехватчик МиГ-31
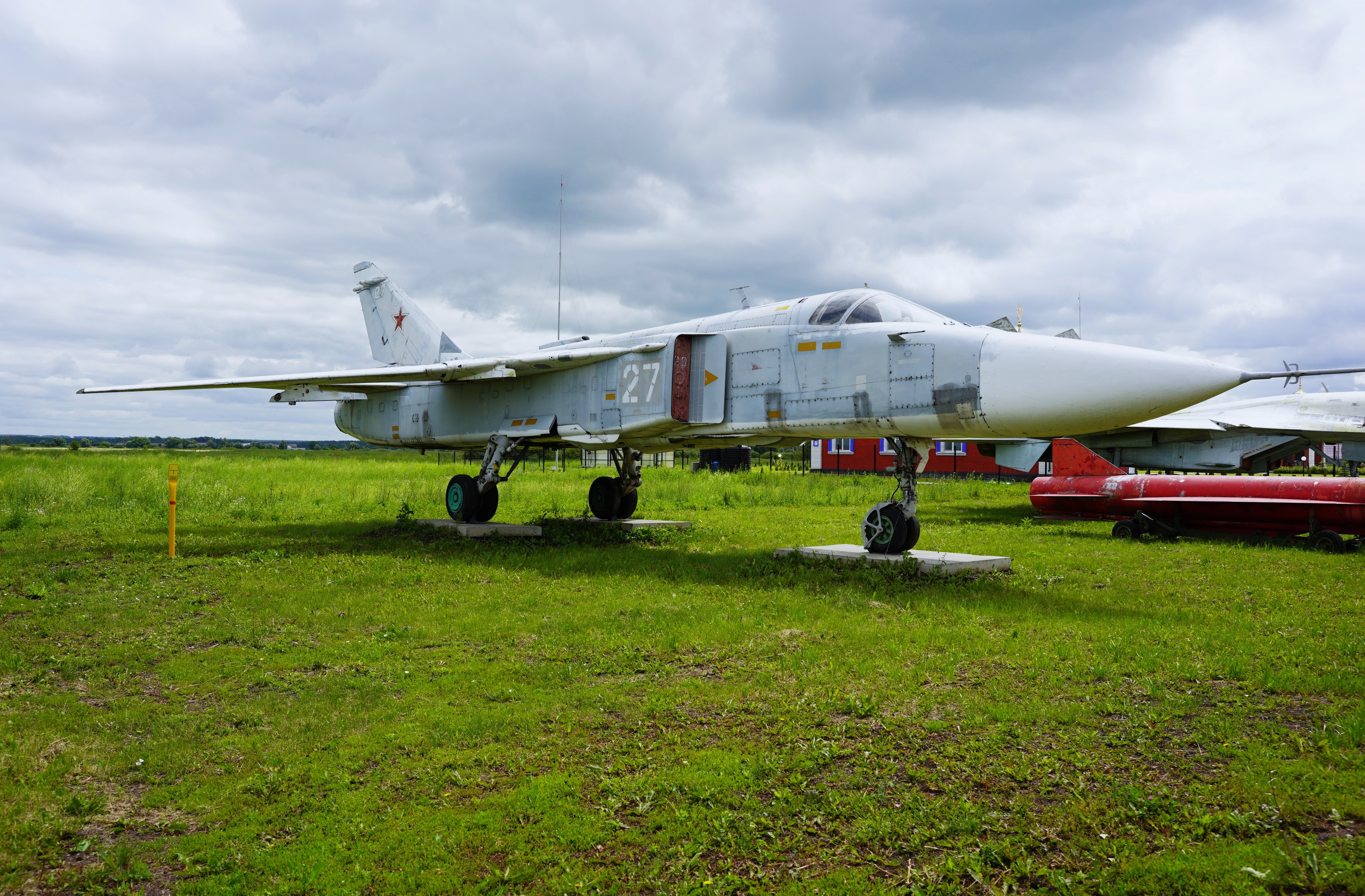
Бомбардировщик Су-24
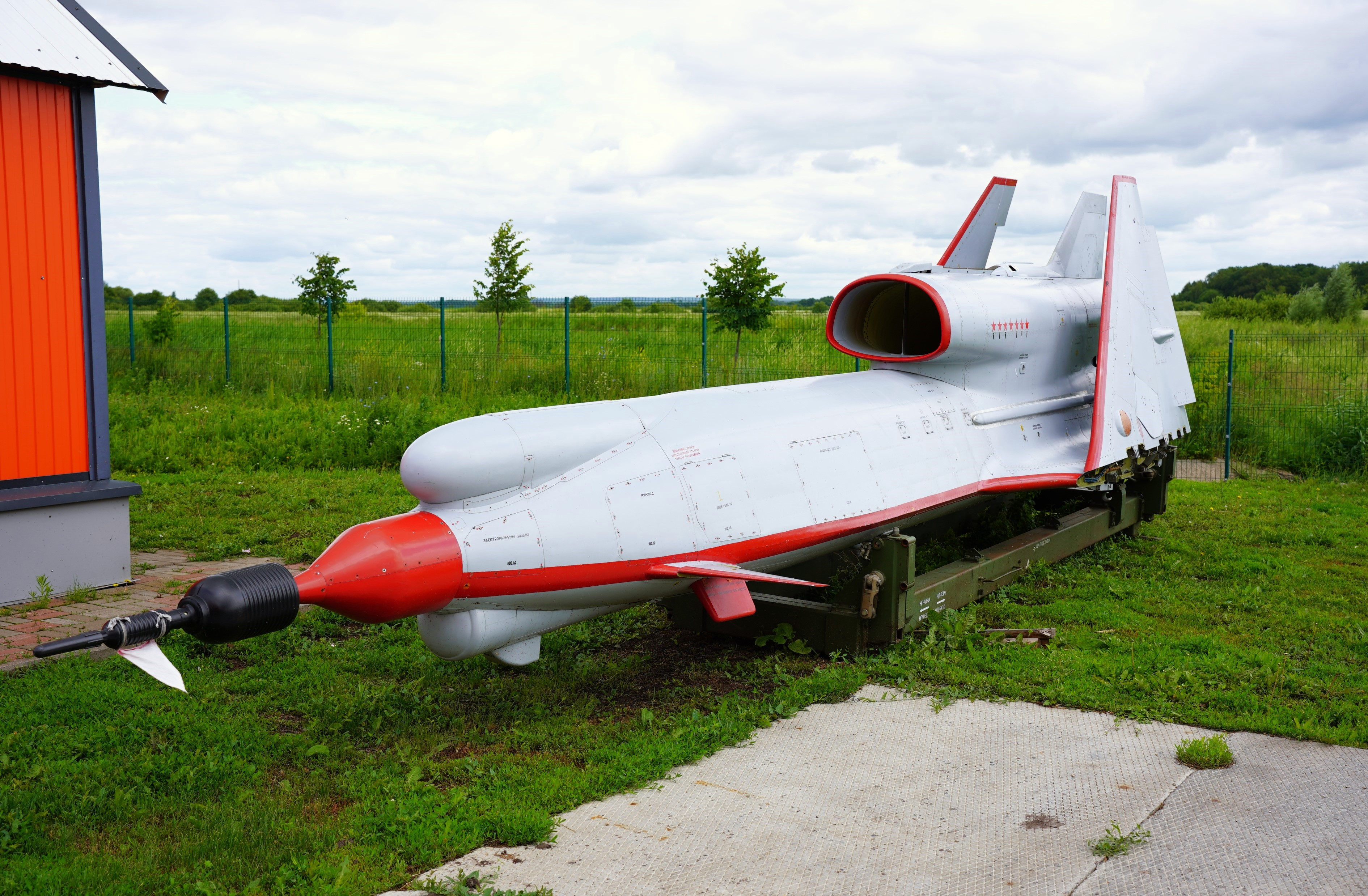
Реактивный беспилотник Ту-300
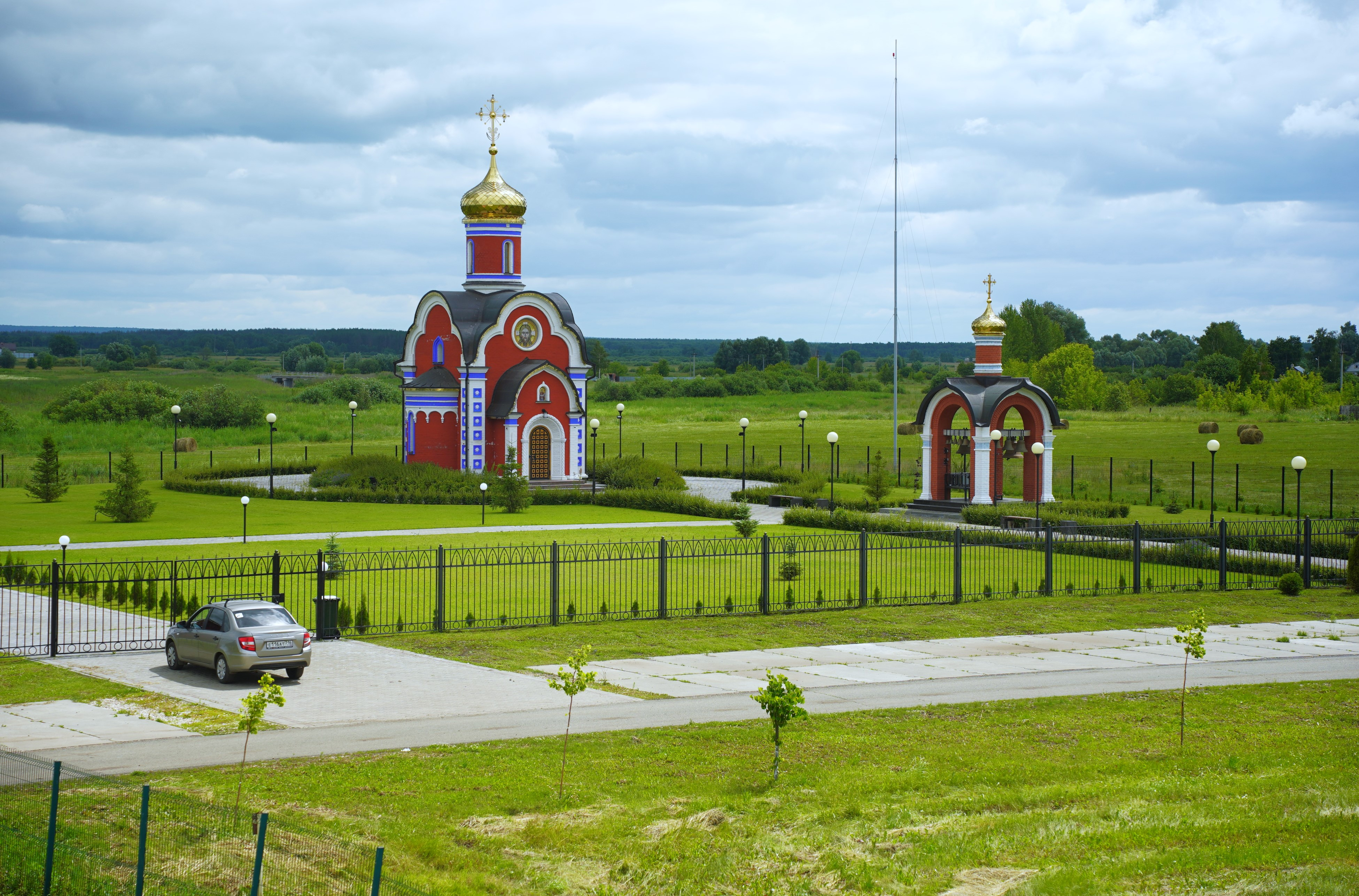
Церковь Илии Пророка и звонница